# Magda Ayoub
Magda Ayoub, född 10 maj 1953 i Egypten, är en svensk politiker (kristdemokrat). Hon var ordinarie riksdagsledamot 1999–2002 för Malmö kommuns valkrets.
Ayoub kandiderade i riksdagsvalet 1998 och blev ersättare. Hon utsågs till ny ordinarie riksdagsledamot från och med 15 oktober 1999 sedan Maj-Britt Wallhorn avsagt sig uppdraget och tjänstgjorde som riksdagsledamot till mandatperiodens slut. I riksdagen var Ayoub suppleant i konstitutionsutskottet och socialförsäkringsutskottet.